# Tot U nemen wij onze toevlucht
Tot U nemen wij onze toevlucht of in het Latijn Sub tuum praesidium (Grieks: Ὑπὸ τὴν σὴν εὐσπλαγχνίαν) is de oudste hymne aan de Theotokos (Heilige Maagd Maria).

## Geschiedenis
De vroegste tekst van deze hymne is gevonden in een Koptisch-orthodoxe kerstliturgie uit de derde eeuw. Het is geschreven in het Grieks en dateert uit ongeveer 250. Het wordt tot de dag van vandaag in zowel de Koptische als Byzantijnse, Ambrosiaanse en Roomse liturgie gebruikt,

## Hedendaags gebruik
Hoewel de hymne vertaald is in vele moderne talen, worden met name de Griekse, Kerkslavische en Latijnse versie gebruikt. De Latijnse versie is in het Westen vele malen op muziek gezet, onder andere door Antonio Salieri and Wolfgang Amadeus Mozart.

### Grieks
| Ὑπὸ τὴν σὴν εὐσπλαγχνίαν, καταφεύγομεν, Θεοτόκε. Τὰς ἡμῶν ἱκεσίας, μὴ παρίδῃς ἐν περιστάσει, ἀλλ᾽ ἐκ κινδύνων λύτρωσαι ἡμᾶς, μόνη Ἁγνή, μόνη εὐλογημένη. | Hypò tèn sèn eusplanchnían, Katapheúgomen, Theotóke. Tàs hemôn ikesías, mè parídes en peristásei, All'ek kindýnon lýtrosai hemâs Móne hagné, móne eulogeméne |

### Kerkslavisch
De oudste Kerkslavische teksten geven deze als volgt weer:
Подъ твою милость,
прибѣгаемъ богородице дѣво,
молитвъ нашихъ не презри в скорбѣхъ.
но ѿ бѣдъ избави насъ,
едина чистаѧ и благословеннаѧ.

### Latijn
In waarschijnlijk de 11e eeuw is de tekst vertaald naar het Latijn, en wijkt enigszins af van het Griekse origineel:
Sub tuum praesidium confugimus,
Sancta Dei Genitrix.
Nostras deprecationes ne despicias
in necessitatibus nostris,
sed a periculis cunctis
libera nos semper,
Virgo gloriosa et benedicta. Amen.

### Nederlandse vertaling
De Latijnse versie vertaald naar het Nederlands zoals vermeld in het Compendium van de Catechismus van de Katholieke Kerk:
Tot U nemen wij onze toevlucht: wees onze bescherming,
heilige Moeder van God,
wijs onze gebeden niet af
als wij in nood zijn,
maar verlos ons uit alle gevaren,
Gij, glorierijke en gezegende Maagd.

### Orthodoxe Nederlandse vertaling
Onder Uw hoede vluchten wij, Maagd en Moeder van onze God.
Hoor onze smeking in alle noden en verlos ons uit het gevaar.
Gij, die alleen ongeschonden en gezegend zijt.
Alheilige Moeder Gods, red ons.